# A Vela de Sebo
A Vela de Sebo (em dinamarquês:  Tællelyset) é um conto de Hans Christian Andersen cujo manuscrito, no caso uma cópia feita por um parente da viúva Bunkeflod, foi encontrado apenas no ano de 2012 pelo historiador dinamarquês Esben Brage.
É o primeiro texto inédito de Hans Christian Andersen descoberto em quase cem anos, já que a última obra inédita do autor O livro da minha vida (em dinamarquês:  Levnedesbog) tinha sido encontrado na Real Biblioteca da Dinamarca pelo escritor Hans Brix em meados de 1920.